# 盧博基
盧博基（1949年5月11日—），因為本名與台語諧音，綽號「推土機」，曾連任三屆花蓮縣議員，2001年及2004年拜泛藍配票失敗之賜當選兩屆立法委員，2005年轉戰花蓮縣縣長，不過敗於尋求連任的謝深山。
2008年中華民國立法委員選舉中第四度與傅崐萁碰頭（包括2001年中華民國立法委員選舉、2004年中華民國立法委員選舉、2005年花蓮縣縣長選舉及2008年中華民國立法委員選舉），得票率仍低於傅崐萁，挑戰三連霸失利；之後的2009年及2014年縣長選舉，民進黨在花蓮採取禮讓無黨籍人士的策略再加上2010年花蓮縣選舉區立法委員缺額補選及2012年中華民國立法委員選舉中分別提名自臺北北區及臺東縣選舉區的蕭美琴和賴坤成，盧因而日漸淡出政壇，多從事輔選工作。
2016年中華民國立法委員選舉中，擔任蕭美琴的競選總幹事，幫助民進黨提名的蕭美琴在花蓮拿下首次得票率過半的歷史紀錄，現為國策顧問。

## 選舉紀錄
| 年度 | 選舉屆數               | 選舉區               | 所屬政黨   | 得票數 | 得票率 | 當選標記 | 備註 |
| ---- | ---------------------- | -------------------- | ---------- | ------ | ------ | -------- | ---- |
| 1998 | 第十四屆花蓮縣議員選舉 | 花蓮縣第一選舉區     | 民主進步黨 | 2,571  | 6.24%  |          |      |
| 2001 | 第五屆立法委員選舉     | 花蓮縣立法委員選舉區 | 民主進步黨 | 35,795 | 31.35% |          |      |
| 2004 | 第六屆立法委員選舉     | 花蓮縣立法委員選舉區 | 民主進步黨 | 26,257 | 27.42% |          |      |
| 2005 | 第十五屆花蓮縣縣長選舉 | 花蓮縣               | 民主進步黨 | 30,988 | 19.86% |          |      |
| 2008 | 第七屆立法委員選舉     | 花蓮縣立法委員選舉區 | 民主進步黨 | 27,207 | 28.88% |          |      |

## 爭議
- 擔任花蓮縣議員時，涉嫌台灣水泥收賄案。[1][2]
- 時任立委的杜文卿於2005年12月搭機返國時超帶香煙並咆哮機場海關人員，盧博基連同郭榮宗、張花冠、李鎮楠、陳朝龍等六位民進黨時任立委藉由此事連番上場砲轟關稅總局聲援杜文卿因而引發爭議。[3]

## 外部連結
- 立法院 （页面存档备份，存于）